# Tor wyścigów konnych w Krakowie
Tor wyścigów konnych w Krakowie – nieistniejący już tor wyścigów konnych w Krakowie. Był czynny w latach 1891–1914 (w tym okresie Kraków znajdował się w granicach Austro-Węgier). Po I wojnie światowej tor został zlikwidowany.
Tor powstał z inicjatywy założonego 20 stycznia 1890 roku Towarzystwa Międzynarodowych Wyścigów Konnych. Organizacja ta wydzierżawiła od miasta grunt przylegający od strony północnej do terenu obecnych Błoń. Pierwsze wyścigi odbyły się na torze 28 czerwca 1891 roku, a triumfował w nich koń „Alvajaro” hr. Mikołaja Esterházyego. Tor miał długość 2400 m i obejmował obszar około 63 morgów. W pierwszych latach funkcjonowania toru organizatorzy międzynarodowych wyścigów starali się nadać im szczególną oprawę i przydzielali nadzwyczaj wysokie nagrody. Międzynarodowemu charakterowi zawodów sprzyjał fakt, iż Kraków był wówczas położony u styku trzech mocarstw. Po kilku latach jednak zainteresowanie stajni zagranicznych zawodami w Krakowie spadło i imrezy z czasem miały już tylko regionalny charakter. Wpływ na zmniejszenie rangi krakowskich wyścigów miały słabe wpływy z totalizatora, a także odległe usytuowanie miasta od znaczących stadnin galicyjskich, którym było znacznie bliżej do Lwowa, gdzie również funkcjonował uznany tor wyścigowy. Ostatnie zawody na krakowskim torze odbyły się 20 czerwca 1914 roku. Później wybuchła I wojna światowa, a 1 lipca 1915 roku zakończyła się umowa dzierżawy terenu, którym teraz ponownie dysponowała gmina. Obszar zdecydowano się rozparcelować. Po wojnie na jego terenie powstały m.in. stadiony Wisły i Jutrzenki, w późniejszym czasie wschodnią część dawnego toru włączono do parku im. Henryka Jordana, a w jego zachodniej części wybudowano osiedle Cichy Kącik. Obecnie dominującym obiektem na terenie dawnego hipodromu (znajdował się on pomiędzy dzisiejszymi Błońmi, a zabudowaniami Akademii Górniczo-Hutniczej) jest nowy stadion Wisły Kraków.